# Фонгня-Кебанг
„Фонгня-Кебанг“ е национален парк в провинция Куанг Бин, Виетнам, на 500 километра южно от столицата Ханой.
Паркът съдържа стотици пещери с обща дължина над 70 километра. Фонгня-Кебанг обхваща 200 000 хектара, като сърцевината му е от 85 754 хектара, и граничи с Лаос.
Освен с карстовия релеф паркът е значим и с биологичното си разнообразие, включващо много застрашени видове. През 2003 г. ЮНЕСКО добавя Фонгня-Кебанг в списъка на обектите на световното културно и природно наследство.